# Дейвід Вебер
Дейвід Марк Вебер (англ. David Mark Weber; нар. 24 жовтня 1952, Клівленд) — американський автор наукової фантастики та фентезі. Він написав кілька науково-фантастичних і фантастичних книг, найвідомішою з яких є науково-фантастичний цикл Гонор Гарінґтон. Його перший роман, над яким він працював зі Стівом Уайтом, був проданий у 1989 році видавництвом Baen Books. Baen Books залишається основним видавцем Дейвіда Вебера.

## Кар'єра письменника
Народився в місті Клівленд, штат Огайо, 24 жовтня 1952 року. Вебер почав писати ще в п'ятому класі. Деякі з перших робіт Вебера в письменницькій/рекламній сфері почалися після закінчення старшої школи, коли він працював копірайтером, верстальником, коректором і художником-розклеювачем. Пізніше він отримав ступінь бакалавра в коледжі Уоррена Вілсона в місті Ешвілл, штат Північна Кароліна, і ступінь магістра історії в Державному Університеті Аппалачі, штат Північна Кароліна.
Перші опубліковані романи Вебера стали результатом його роботи дизайнером стратегічних ігор в Task Force над настільною стратегічною грою Зоряний вогонь. Вебер використовував всесвіт Зоряного вогню як місце дії для оповідань, які він написав для своєї компанії в журналі Nexus, він також написав роман Insurrection (1990) з циклу Зоряний вогонь разом зі Стівеном Уайтом після того, як Nexus було скасовано; ця книга була першою в тетралогії, яка завершилася їхньою останньою співпрацею, The Shiva Option (2002), яка була включена до списку бестселерів «Нью-Йорк таймс».
На творчість Вебера вплинули Сесіл Скотт Форестер, Патрік О'Брайєн, Кіт Ломер, Г. Бім Пайпер, Роберт Гайнлайн, Роджер Желязни, Крістофер Енвіл та Енн Маккефрі.
Романи Вебера варіюються від епічного фентезі (Клятва мечів, Власна війна Бога), космічної опери (Шлях люті, Спадок Армагедону), альтернативної історії (цикл 1632 з Еріком Флінтом) до військової наукової фантастики з детально проробленими персонажами.
Захоплюючись військовою історією все життя, Девід Вебер переніс свій інтерес до історії у свою художню літературу. Кажуть, що він цікавиться більшістю періодів історії, з великим наголосом на військових і дипломатичних аспектах.
Вебер вважає за краще писати про героїв з сильним характером. Він заздалегідь дуже детально розробляє передісторію персонажа для досягнення бажаного рівня комфорту. Вебер сказав, що пише переважно вечорами та вночі.
Вебер каже, що докладає зусиль, щоб прийняти якомога більше запрошень на конференції та конгреси наукової фантастики, тому що він вважає надзвичайно корисним прямі відгуки від читачів, які він отримує на цих зустрічах. Він має звичку використовувати імена та прізвища фанатів у своїх творах, особливо в книгах Гонор Гарінґтон (див., наприклад, Джордин Каре).
У 2008 році Вебер пожертвував свій архів Департаменту рідкісних книг і спеціальних колекцій Університету Північного Іллінойсу.

## Особисте життя
Вебер і його дружина Шерон живуть у Грінвіллі, штат Південна Кароліна, зі своїми трьома дітьми та «купою собак».
Вебер є мирянським проповідником об'єднаної методистської церкви і намагається дослідити у своїх роботах, як релігії (як реальні, так і вигадані) можуть бути силами добра, з одного боку, і неправильно використовуватися для захисту злих справ, з іншого.
Вебер належить до адміністрації малого бізнесу США, асоціації авторів наукової фантастики та фентезі Америки і національної стрілецької асоціації.

## Опубліковані праці
Основні роботи Вебера містяться в наступних творах:
- Всесвіт Гонор Гарінґтон
- Dahak
- War God
- Сейфхолд[en]